# NGC 6749
NGC 6749 is een bolvormige sterrenhoop in het sterrenbeeld Arend. Het hemelobject werd op 15 juli 1827 ontdekt door de Britse astronoom John Herschel.

## Synoniemen
- GCL 107
- OCL 91